# Hesperophymatus chydaeus
Hesperophymatus chydaeus là một loài bọ cánh cứng trong họ Cerambycidae.